# Hofjägerallee

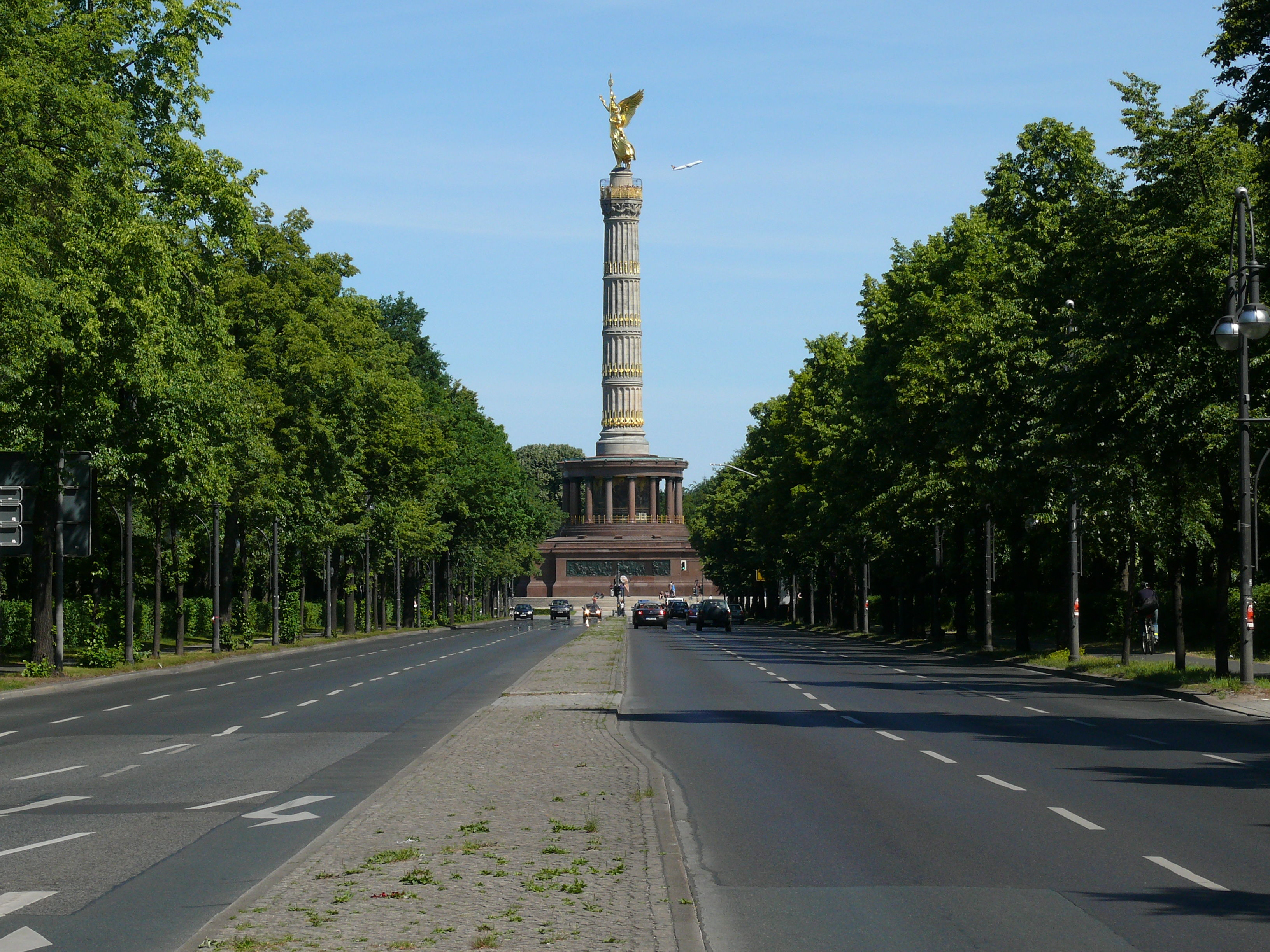
La Hofjägeralle, avec au fond la colonne de la Victoire.

La Hofjägerallee est une voie de Berlin en Allemagne.

## Situation et accès
Cette voir du quartier de Tiergarten est une artère très fréquentée du centre-ville Ouest de Berlin. Elle commence à la Klingelhöferstraße, traverse le Tiergarten jusqu'à la Grande Étoile. 

## Origine du nom
La rue a été nommée d'après l'ancien maître de la chasse royale (Hofjägermeister) qui avait sa maison à l'extrémité Sud de l'avenue. Ensuite, c'est le Winguthsche Etablissement qui se trouvait ici, il s'agissait d'un café avec terrasse qui était très populaire auprès des Berlinois. 

## Historique
L'avenue a été aménagée en 1832 dans le cadre de la refonte du Tiergarten sous son nom actuel. 
Pendant la Seconde Guerre mondiale, le Tiergarten a été gravement endommagé et l'hiver suivant de 1946 a aggravé la situation. 
En 1949, il fut décidé de reconstituer complètement le Tiergarten en parc paysager et de le reboiser. Le premier nouveau tilleul a été planté sur la Hofjägerallee le 17 mars 1949 par le maire de l'époque Ernst Reuter. Une pierre commémorative devant ce tilleul le rappelle.